# 长喙兰
长喙兰（学名：Tsaiorchis neottianthoides）为兰科长喙兰属下的一个种。

## 扩展阅读
- 維基物種上的相關：长喙兰